# Wimbledon Championships 1881
Die fünften Wimbledon Championships fanden 1881 auf dem Gelände des All England Lawn Tennis and Croquet Club statt. William Renshaw besiegte in der Challenge Round den Vorjahressieger John Hartley. Er sollte das Turnier bis 1889 noch weitere sechsmal gewinnen. 
Neben einem kraftvollen Aufschlag führte William und sein Zwillingsbruder Ernest Renshaw den Smash (seinerzeit Renshaw-Smash genannt) als neuen Schlag ein.

## Herreneinzel
William Renshaw gewann das Turnier, wobei er im kürzesten Wimbledon-Finale aller Zeiten den Titelverteidiger John Hartley in nur 37 Minuten mit 6:0, 6:1 und 6:1 besiegte. Hartley war durch eine Durchfallerkrankung geschwächt.